# Homalothecium nuttallii
Homalothecium nuttallii är en bladmossart som beskrevs av Georg Friedrich von Jaeger 1878. Homalothecium nuttallii ingår i släktet lockmossor, och familjen Brachytheciaceae. Inga underarter finns listade i Catalogue of Life.